# لغارک
لغارک (به لاتین: Lagharak) یک منطقهٔ مسکونی در افغانستان است که در ولایت بامیان واقع شده‌است.